# Du burit din börda, du länge så gjort
Du burit din börda, du länge så gjort är en kör med text av Cornelie Booth som 1900 även gjorde musiken till kören. 

## Publicerad i
- Frälsningsarméns sångbok 1929 som nr 55 i körsångsdelen under rubriken "Frälsning".
- Frälsningsarméns sångbok 1968 som nr 57 i körsångsdelen under rubriken "Frälsning".
- Frälsningsarméns sångbok 1990 som nr 777 under rubriken "Frälsning".